# Elephantomyia subterminalis
Elephantomyia subterminalis är en tvåvingeart som beskrevs av Alexander 1954. Elephantomyia subterminalis ingår i släktet Elephantomyia och familjen småharkrankar. Inga underarter finns listade i Catalogue of Life.